# العلاقات البنينية المالية
العلاقات البنينية المالية هي العلاقات الثنائية التي تجمع بين بنين ومالي.

## مقارنة بين البلدين
هذه مقارنة عامة ومرجعية للدولتين:
| وجه المقارنة                                              | بنين            | مالي            |
| --------------------------------------------------------- | --------------- | --------------- |
| المساحة (كم2)                                             | 114.76 ألف      | 1.24 مليون      |
| عدد السكان (نسمة)                                         | 11.18 مليون     | 18.54 مليون     |
| الكثافة السكانية (ن./كم²)                                 | 97.42           | 14.95           |
| العاصمة                                                   | بورتو نوفو      | باماكو          |
| اللغة الرسمية                                             | لغة فرنسية      | لغة فرنسية      |
| العملة                                                    | فرنك غرب أفريقي | فرنك غرب أفريقي |
| الناتج المحلي الإجمالي (بليون دولار)                      | 9.27 مليار      | 15.29 مليار     |
| الناتج المحلي الإجمالي (تعادل القوة الشرائية) بليون دولار | 22.38 مليار     | 35.69 مليار     |
| الناتج المحلي الإجمالي الاسمي للفرد دولار أمريكي          | 762             | 724             |
| الناتج المحلي الإجمالي للفرد دولار أمريكي                 | 2.03 ألف        | 1.60 ألف        |
| مؤشر التنمية البشرية                                      | 0.480           | 0.419           |
| رمز المكالمات الدولي                                      | +229            | +223            |
| رمز الإنترنت                                              | .bj             | .ml             |
| المنطقة الزمنية                                           | ت ع م+01:00     | 00              |

## منظمات دولية مشتركة
يشترك البلدان في عضوية مجموعة من المنظمات الدولية، منها:
| علم المنظمة | اسم المنظمة                                 | تاريخ انضمام بنين | تاريخ انضمام مالي |
| ----------- | ------------------------------------------- | ----------------- | ----------------- |
|             | مؤسسة التنمية الدولية                       | 16 سبتمبر 1963    | 27 سبتمبر 1963    |
|             | الأمم المتحدة                               | 20 سبتمبر 1960    | 28 سبتمبر 1960    |
|             | منظمة التجارة العالمية                      | ?                 | ?                 |
|             | منظمة التعاون الإسلامي                      | ?                 | ?                 |
|             | البنك الإفريقي للتنمية                      | ?                 | ?                 |
|             | وكالة ضمان الاستثمار متعدد الأطراف          | 26 سبتمبر 1994    | 22 أكتوبر 1992    |
|             | مجموعة دول أفريقيا والكاريبي والمحيط الهادئ | ?                 | ?                 |
|             | الاتحاد الأفريقي                            | ?                 | ?                 |
|             | منظمة الشرطة الجنائية الدولية               | ?                 | ?                 |
|             | المركز الدولي لتسوية المنازعات الاستشارية   | 14 أكتوبر 1966    | 2 فبراير 1978     |
|             | الاتحاد الدولي للاتصالات                    | 1961              | 21 أكتوبر 1960    |
|             | البنك الدولي للإنشاء والتعمير               | 10 يوليو 1963     | 27 سبتمبر 1963    |
|             | الاتحاد البريدي العالمي                     | ?                 | ?                 |
|             | منظمة حظر الأسلحة الكيميائية                | ?                 | ?                 |
|             | مؤسسة التمويل الدولية                       | 5 فبراير 1987     | 9 مايو 1978       |
|             | أفريستات ‏                                   | 21 سبتمبر 1993    | 21 سبتمبر 1993    |
|             | أحدى                                        | ?                 | ?                 |
|             | يونسكو                                      | 18 أكتوبر 1960    | 7 نوفمبر 1960     |